# سرخ‌آباد (تربت حیدریه)

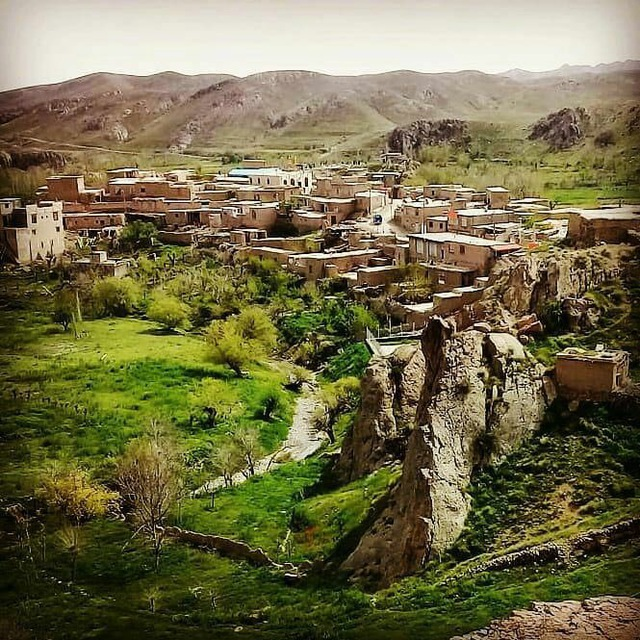

سرخ‌آباد (تربت حیدریه)، روستایی از توابع بخش بایگ شهرستان تربت حیدریه در استان خراسان رضوی ایران است. که در فاصله 7 کیلومتری شهر بایگ، 19 کیلومتری شهر تربت حیدریه و 160 کیلومتری شهر مشهد (مرکز استان) قرار دارد. جمعیت سرخ آباد بایگ 435 نفر می باشد و شغل مردم این روستا کشاورزی، دامپروری و معدنکاری است. مهم ترین محصول آن زعفران است و از جمله غذاهای محلی روستای سرخ آباد می توان به یتیمچه، کشک زرد، شله، آش بلغور شیر، آب دوغ خیار، قروتی و اشکنه ریواس اشاره کرد. سوغاتی های این روستا شامل زعفران، پسته، بادام، گردو و خشکبار می باشد. چاقو، ابریشم بافی، نمد مالی، پلاس بافی، گلیم بافی، فرش بافی و سفالگری نیز از مهم ترین صنایع دستی این منطقه می باشد.

## جمعیت
این روستا در دهستان بایگ قرار دارد و براساس سرشماری مرکز آمار ایران در سال ۱۳۸۵، جمعیت آن ۴۳۵ نفر (۱۴۶خانوار) بوده‌است.